# Bhuvaneka Bahu I
Bhuvaneka Bahu I fou rei de Dambadeniya (1271-1283) amb residència a Yapahuwa.
El general Mitta va assassinar al rei Vijayabahu IV i va intentar ocupar el tron; li calia controlar a les principals personalitats entre els quals el germà del rei, Bhuvaneka Bahu, però aquest va poder fugir de Dambadeniya i refugiar-se a la fortalesa de Yapahuwa (Subha-pabbata). Mitta no va estar massa dies segur intentant ocupar el tron doncs fou assassinat al palau reial de Dambadeniya pel oficial del clan Arya de nom Thakuraka que va donar un cop d'estat amb 700 homes del seu clan, que restaven fidels a Vijaya Bahu IV i volien com a successor a Bhuvenaka Bahu. Aquest va ser proclamat tot seguit però va conservar residència a Yapahuwa.
Bhuvenaka Bahu I fou un monarca benèfic pel país. En la primera part del seu regnat el país fou envaït repetidament pels indis dirigits per Kalinga Rayar, Codaganga i altres, que sempre foren rebutjats. Els prínceps vannis Kadalivata, Mapana, Tipa i Himiyanaka, que es va demostrar que eren deslleials, foren deposats pel rei.
Després va passar uns anys a Dambadeniya però va traslladar la capitalitat a Yapahuwa (Subhapabbata), ciutat que va engrandir i embellir. Va ordenar fer diverses copies dels tres pitakes i en va donar una a molts temples expandint el coneixement de les escriptures pali per tot el país.
Va regnar onze anys i a la seva mort (a Yapahuwa) el va succeir el seu nebot Parakramabahu III.